# Associació de Futbol de Bahrain
L'Associació de Futbol de Bahrain (en àrab الاتحاد البحريني لكرة القدم, al-Ittiḥād al-Baḥraynī li-Kurat al-Qadam, «Unió bahrainita de Futbol») és la institució que regeix el futbol al Bahrain. Agrupa tots els clubs de futbol del país i es fa càrrec de l'organització de la Lliga bahreniana de futbol i la Copa. També és titular de la Selecció de futbol de Bahrain absoluta i les de les altres categories.
- Afiliació a la FIFA: 1968[4]
- Afiliació a l'AFC: 1969[5]
- Afiliació a la UAFA: 1976[6]
- Afiliació a la WAFF: 2010[7]
- Afiliació a l'AGCFF: 2016[8]